# Inskrypcje Kalyani
Inskrypcje Kalyani (birm. ကလျာဏီကျောက်စာ) – inskrypcje na dziesięciu kamiennych słupach wzniesionych w 1479 r. przez władcę królestwa Hanthawaddy Dhammazediego w Pegu w Mjanmie (Birmie).
Zlokalizowane w sąsiedztwie Sali Święceń Kalyani (Kalyani Sima) na przedmieściach Pegu, inskrypcje te upamiętniają odnowę buddyzmu w Dolnej Birmie w duchu cejlońskiej tradycji Mahawihara w latach 1476–1479. Inskrypcje są najważniejszym źródłem informacji o kontaktach religijnych między Birmą a Cejlonem.
Król Dhammazedi, były mnich, obwieszcza w inskrypcji, iż buddyzm w Ramanyi (Dolnej Birmie) był w zapaści na skutek rozwoju sekt oraz iż zakony oddalały się coraz bardziej od ich początkowej czystości; że poszedł on w ślady wielkich, modelowych królów buddyjskich – Anawrahty z Paganu, Sithu II z Paganu i Parakramabahu I z Cejlonu – którzy, według niego, utrzymywali religię w czystości i zreformowali Sanghę w duchu „ortodoksyjnej” drogi buddyzmu terawady; oraz że posłał on Sanghę na Cejlon aby została ponownie wyświęcona w duchu Mahawihary, podobnie jak to uczynił król Sithu II.
Nazwa inskrypcji wynika z faktu, że rytuał ponownych święceń sanghy z Dolnej Birmy odbył się na platformie zakotwiczonej na rzece Kalyani (w pobliżu dzisiejszego Kolombo). Napisy na pierwszych trzech kamieniach sporządzono w języku pali wykorzystując pismo birmańskie. Na pozostałych słupach znalazł się moński przekład tekstu. Kamienie mają po 2,13 m wysokości, 1,27 m szerokości oraz 0,38 m grubości. Zapisane zostały po obydwu stronach, po 70 linii tekstu na każdej i po 3 litery na cal (2,54 cm).
Niektóre z oryginalnych kamiennych płyt zostały zniszczone przez Portugalczyków na początku XVII w. oraz przez wojska Konbaung w 1757 r. Przertwało nieco odpisów tekstu w postaci starannie chronionych rękopisów na liściach palmowych. Taw Sein Ko przetłumaczył inskrypcje z tych manuskryptów na język angielski oraz na język pali zapisany alfabetem łacińskim.